# 오늘부터 계약연애
《오늘부터 계약연애》는 2021년 3월 2일부터 2021년 4월 20일까지 공개된 웹드라마이다. 누적 조회수 1억 5천만 뷰를 돌파한 《일진에게 찍혔을 때》 시리즈의 스핀오프 버전이다.

## 기획 의도
걸크러시 아이돌 연습생 오지나에게 계약 연애를 제안받은 존재감 제로 연하남 이승민의 이야기를 그리는 하이틴 로맨스다.

## 제작진
- 극본 : 한송이
- 연출 : 이시영

## 등장 인물

### 주요 인물
- 이시우 : 오지나 역
- 신현승 : 이승민 역

### 주변 인물
- 유주 : 성한나 역
- 임성균 : 구형탁 역
- 김병관 : 오바울 역
- 정보민 : 주민지 역

### 그 외 인물
- 황건 : 승민 아빠 역
- 김윤정 : 승민 엄마 역
- 이동현 : 담임 선생님 역
- 황대웅 : 학생주임 선생님 역
- 김려은 : 소속사 사장 역
- 손도현 : 피시방 아저씨 역
- 신혜지 : 연습생 1 역
- 김도아 : 연습생 2 역
- 이지현 : 연습생 3 역
- 권오윤 : 반장 역
- 안혜리 : 미연 역
- 권영기 : 준석 역
- 주학빈 : 강명 역
- 이주영 : 불량학생 1 역
- 박세현 : 불량학생 2 역
- 장청음 : 여학생 1 역
- 김원희 : 여학생 2 역
- 이상원 : 남학생 1 역
- 오연경 : 방송부 1 역
- 최재영 : 야구부 1 역
- 최문성 : 야구부 2 역
- 박진희 : 지나 엄마 역 (목소리 출연)

### 특별출연
- 이은재 : 김연두 역
- 강율 : 지현호 역
- 박이현 : 류설 역
- 윤준원 : 서주호 역
- 이정준 : 최승현 역